# Menstruationszyklus

Schematische Darstellung des Ovarialzyklus

Während des Zyklus vorkommende Hormone mit Ort der Wirkung

Der Menstruationszyklus, menstruelle Zyklus oder weibliche Zyklus ist beim Menschen ein monatlich (etwa alle 21 bis 45, durchschnittlich alle 29,3 Tage) auftretender Vorgang im Körper der Frau, sowie bei einigen intergeschlechtlichen Personen, nicht binären Personen oder auch einigen transidenten Menschen, der sich von der Pubertät (mit der Menarche) bis in die Wechseljahre (mit der Menopause) etwa 400-mal vollzieht und charakterisiert durch hormonelle Veränderungen darauf ausgerichtet ist, auf verschiedenen körperlichen Ebenen, in erster Linie im Eierstock (siehe auch Ovarialzyklus) und an der Gebärmutter, günstige Bedingungen für eine Befruchtung und Schwangerschaft zu schaffen. Als Beginn eines Menstruationszyklus ist der erste Tag der Monatsblutung festgelegt worden, weil die Blutung das deutlichste und sichtbarste Symptom innerhalb des Zyklus ist. Der Zyklus endet nach der Definition am Tag vor dem Einsetzen der Blutung.
Im Verlauf eines Zyklus wird, falls keine Empfängnis stattgefunden hat, die Gebärmutterschleimhaut abgestoßen (Desquamation) und anschließend wieder aufgebaut (Proliferation und Sekretion). Währenddessen ist in einem der beiden Eierstöcke eine Eizelle herangereift (Follikelreifung), die beim Eisprung in den Eileiter gelangt und dort während der nächsten 12–18 Stunden zur Befruchtung bereitgestellt wird. Gesteuert werden diese Vorgänge von Hypothalamus, Hypophyse und Ovar über verschiedene Hormone, weshalb der Menstruationszyklus eng mit dem Hormonzyklus verknüpft ist. Mit die wichtigsten Hormone für den Ablauf des Menstruationszyklus sind Östrogen und Progesteron, welche die Veränderungen an der Gebärmutterschleimhaut auslösen. Weitere sind das follikelstimulierende Hormon (FSH) und das luteinisierende Hormon (LH).
Der Zyklus wird in zwei Phasen unterteilt:
- Der Abschnitt zwischen dem Eintritt der Menstruation und dem nächsten Eisprung wird in die Desquamationsphase, die Phase der Menstruation, und die Proliferationsphase / Follikelphase / Eireifungsphase, die Phase zwischen der Menstruation und dem Eisprung, unterteilt[4] und ist in seiner Dauer variabel. Der Abschnitt kann wenige Tage, aber auch viele Wochen dauern.
- Die Phase zwischen Eisprung und dem Beginn der Menstruation wird als Sekretionsphase / Lutealphase / Gelbkörperphase bezeichnet.[4] Findet keine Befruchtung statt, setzt nach der Sekretionsphase die Ischämische Phase ein.[4] Die Lutealphase dauert, relativ konstant, zwischen zehn und 16 Tage. Bei einer Dauer unter zehn Tagen spricht man von einer „Gelbkörperschwäche“ oder „Lutealinsuffizienz“. In einem solchen Zyklus kann zwar eine Befruchtung stattfinden, die befruchtete Eizelle kann sich jedoch nicht einnisten. Eine Gelbkörperphase über 16 Tagen deutet auf den Eintritt einer Schwangerschaft hin.

Der erste Menstruationszyklus im Leben einer Frau beginnt vor der ersten Regelblutung (Menarche) mit der Vorbereitung des ersten Eisprungs. Zu diesem Zeitpunkt beginnt die Fruchtbarkeit, woraus folgt, dass eine Person auch schwanger werden kann, ohne jemals eine Regelblutung bekommen zu haben.
Der letzte Menstruationszyklus endet mit der letzten Regelblutung (Menopause).
Zwischen dem Ersten und dem Letzten folgt ein Zyklus dem vorherigen, wenn diese Folge nicht durch eine Schwangerschaft, durch bestimmte Krankheiten oder durch hormonelle Verhütung unterbrochen wird.

## Vorgänge vor der Geschlechtsreife
Mit dem Menstruationszyklus wird eine Entwicklung fortgesetzt, die beim menschlichen Embryo schon in der 3. Woche ihren Anfang nimmt: Urkeimzellen wandern in die weibliche Gonadenanlage ein, differenzieren sich im Rahmen der Oogenese zu Oogonien und teilweise weiter zu Oozyten, den eigentlichen Eizellen, die noch vor der Geburt des Mädchens in die 1. Reifeteilung eintreten. Diese Oozyten bilden dabei als sog. primäre Oozyten zusammen mit dem sie umgebenden Epithel den sog. Primordialfollikel.

Die weitere Entwicklung wird nun bis zum Eintritt der Pubertät unterbrochen und die Oozyten treten in ein Ruhestadium, das Diktyotän ein. In dieser Ruhephase gehen die meisten Oozyten wieder zugrunde. Zum Zeitpunkt der Menarche – der ersten Regelblutung – sind noch etwa 400.000 der ursprünglich 700.000 bis 2 Millionen Primordialfollikel vorhanden.

## Der durchschnittliche Zyklus
Die durchschnittliche Gesamtdauer eines Zyklus beträgt 28,9 Tage. 95 % der Zyklen liegen zwischen 22 und 36 Tagen. 5 % der Zyklen gesunder Frauen dauern länger als 35 Tage.
Die Ovulation findet – je nach Länge der Follikelreifungsphase – zu unterschiedlichen Zeiten statt. In nur 25 % der Fälle findet die Ovulation am 14. oder 15. Zyklustag statt. In 60 % der Fälle findet der Eisprung erst nach dem 14. Zyklustag statt, in 5 % bereits am 11. Zyklustag oder noch früher.
Die darauf folgenden fruchtbaren Tage liegen einer Studie nach bei 95 % der Zyklen zwischen Tag 4 und Tag 23; nur 25 % der Teilnehmer hatten alle Tage der fruchtbaren Phase zwischen Tag 10 und Tag 17.
Eine Studie aus dem Jahr 1998 kam zu dem Ergebnis, dass menstruierende Personen ihren eigenen Zyklus intuitiv sehr gut einschätzen können.

### Zyklusschwankungen und Zyklusveränderungen
Der Menstruationszyklus kann von Person zu Person, aber auch von Zyklus zu Zyklus erheblich schwanken. So werden Zyklusschwankungen um mehr als eine Woche bei etwa der Hälfte aller gesunden Frauen beobachtet. Dabei trägt die Follikelphase am meisten zu dieser Variabilität bei.

#### Ursachen
Ursächlich können verschiedene Störungen im Hormonhaushalt sein oder organische Veränderungen der Gebärmutter.
Nach der ersten Regelblutung und während der Wechseljahre ist ein unregelmäßiger Zyklus normal.
Langfristigere Veränderungen in der Länge des Zyklus können durch fortschreitendes Alter, Gewichtsveränderungen oder Kunstlicht verursacht werden.

### Blutung
Eine normale Blutung dauert drei bis fünf Tage, während der 10 bis 80 Milliliter Blut verloren werden. Das Blutungsmaximum liegt meist am zweiten Tag, an dem typischerweise 2–5 Binden oder Tampons verbraucht werden.
Eine zu starke Blutung wird Hypermenorrhoe, eine zu lange Menorrhagie genannt.

## Die Phasen des Menstruationszyklus

Abläufe innerhalb des Ovars während des Menstruationszyklus:
1 Menstruation
2 heranreifender Follikel
3 reifer Follikel
4 Ovulation (Eisprung)
5 Corpus luteum (Gelbkörper)
6 Rückbildung des Corpus luteum

Mit dem Eintritt in die Geschlechtsreife beginnt die fruchtbare (fertile) Phase der Frau.

### Desquamationsphase, Menstruationsphase
Der erste Tag der Menstruation markiert den Beginn eines neuen Zyklus.
In der ersten Zyklusphase wird die alte Schleimhautschicht der Gebärmutter mit der Regelblutung abgestoßen und ausgeschwemmt.

### Proliferationsphase, Follikelphase
Nach Ende der Blutung wird unter Einfluss des im Eierstock gebildeten Östrogens die Schleimhautschicht neu aufgebaut (Proliferationsphase).
Parallel reift im Eierstock, dem Ovar, ein Ovarialfollikel heran, der die Eizelle enthält (Follikelphase):

Unter dem Einfluss des Follikelstimulierenden Hormons (FSH) wachsen zu Beginn des einzelnen Ovarialzyklus jeweils 20 bis 25 Primordialfollikel in einem Eierstock heran. Dabei vermehren sich sowohl die Follikel- als auch die Thekazellen des Eierstocks.
Die sich vermehrenden Follikelzellen bilden Progesteron und geben dieses in die Follikelhöhle ab, was die Eireifung unterstützt. Die Granulosazellen produzieren Östrogen, das in die Blutbahn gelangt und unter anderem die Gebärmutterschleimhaut in die Proliferationsphase (Vorbereitung auf eine Einnistung) bringt.
Ein Primordialfollikel wächst und reift über Primär- und Sekundär-Follikel zum Tertiär-Follikel. In der Regel entwickelt sich nur einer der Primordialfollikel zum reifen und sprungbereiten Tertiärfollikel heran, die übrigen gehen zugrunde und werden zu Bindegewebe.
Mit dem Follikelsprung wird nun eine Eizelle ausgestoßen, die nach vielen Jahren der Ruhe im Diktyotänstadium nun die erste Reifeteilung beendet hat.
Die Progesteron bildenden Follikelzellen des Graafschen Follikels werden nun mit Blutgefäßen durchzogen, was einen Progesteronanstieg im Blut bewirkt.

### Ovulation und fruchtbare Zyklusphase
Die Ovulation (auch Eisprung oder Follikelsprung genannt) selbst wird nicht als Phase bezeichnet, sondern markiert lediglich den Wechsel zwischen der Follikel- und Gelbkörperphase.

#### Ovulation
Kurz vor der Ovulation ist die Östrogenkonzentration im Blut am höchsten.
Die Basaltemperatur steigt zum Eisprung hin um 0,2–0,4 Grad und bleibt über diesen hinweg erhöht.
Obwohl es zwei Eierstöcke gibt, wird normalerweise nur eine Eizelle pro Zyklus entwickelt. Welcher Eierstock zum Follikel-Lieferanten wird, ist im Wesentlichen zufällig, denn es gibt keine Rechts-links-Koordination. Steigt der Spiegel des follikelstimulierenden Hormons (FSH), wird die Reifung des Follikels angeregt. Der Follikel sondert Inhibin ab, welches das Ansteigen des FSH-Spiegels und somit eine Reifung eines weiteren Follikels verhindert. So ist es jedes Mal unterschiedlich, ob der linke oder rechte Eierstock den Follikel produziert, nach dem Verlust eines Eierstocks ist der andere normalerweise in der Lage, die Aufgaben allein zu erfüllen. Durch den hohen Spiegel des luteinisierenden Hormons (LH) wird der gereifte Follikel aus der Eizelle (Ovum) in den Eileiter entlassen. Dies ist die Ovulation.
Bei manchen Frauen wird der Follikelsprung von einem charakteristischen Schmerz begleitet, dem sogenannten Mittelschmerz, der mehrere Stunden dauern kann.
Die Eizelle hat einen Durchmesser von etwa 0,1 mm.

#### Fruchtbare Zyklusphase
Nach dem Eisprung kann die Eizelle für 12–18 Stunden, nach anderen Quellen bis zu 24 Stunden im äußeren Drittel des Eileiters von einem Spermium befruchtet werden. Geschieht dies nicht, stirbt sie ab und löst sich auf. Wird sie befruchtet, wandert sie während der nächsten 3–4 Tage durch den Eileiter zur Gebärmutter.
Die in der Follikelphase im Eierstock gebildeten Östrogene sorgen neben dem Aufbau der Gebärmutterschleimhaut auch für die Bildung des sog. Zervixschleims in den Drüsen des Gebärmutterhalses. Der Zervixschleim ist dann flüssig, durchsichtig und elastisch. Dieser Zervixschleim ermöglicht den Spermien das Überleben im Körper der Frau bis zu 5 Tagen, so dass man – zusammen mit der knapp eintägigen Befruchtungsfähigkeit der Eizelle – von einem „fertilen Fenster“ von 6 Tagen spricht. Mit verschiedenen natürlichen Familienplanungsmethoden wird versucht, dieses fruchtbare Fenster anhand von Körperzeichen wie Zervixschleim und Basaltemperatur möglichst genau zu bestimmen.

### Gelbkörperphase, Lutealphase oder Sekretionsphase
Nach dem Eisprung wird durch die Wirkung des luteinisierenden Hormons (LH, Lutropin) aus den Zellen des Graafschen Follikels das Corpus luteum (Gelbkörper) gebildet, welches ebenfalls unter LH-Einfluss das Hormon Progesteron produziert und verschiedene Veränderungen bewirkt:
In der Gebärmutterschleimhaut führt die Kombination aus Östrogen- und Progesteronwirkung zu einem weiteren Ausbau der Gefäßversorgung und zu einer Abgabe von nährstoffhaltigem Sekret aus den Drüsen der Schleimhaut (Dezidualisierung). Die Schleimhaut ist etwa eine Woche nach dem Eisprung auf die Einnistung (Nidation) der befruchteten Eizelle vorbereitet.

### Unfruchtbare Phase

#### Keine Schwangerschaft, Ischämische Phase
An den Zervixdrüsen im Gebärmutterhals führt das Progesteron zur Verdickung des Zervixschleims und damit zur Bildung eines für Spermien undurchdringlichen Schleimpfropfs.
An Hypothalamus und Hypophyse bewirkt das Progesteron über einen negativen Rückkopplungsmechanismus, dass die Ausschüttung von FSH stoppt und damit jede weitere Eireifung sowie ein erneuter Eisprung während der Lutealphase unterbleibt. Da weder Spermien noch eine befruchtungsfähige Eizelle im weiblichen Körper vorhanden sind, kann während der Lutealphase keine (erneute) Befruchtung eintreten, es handelt sich um eine unfruchtbare Zyklusphase.
Kommt es nicht zu einer Schwangerschaft, geht der Gelbkörper im Eierstock zugrunde und wird durch eine narbige Umwandlung zum Weißkörper (Corpus albicans). Die Progesteronproduktion versiegt. Ohne die hormonelle Unterstützung kann die Schleimhaut nicht aufrechterhalten werden und wird durch die Kontraktion der Gebärmuttermuskulatur abgestoßen, es kommt zur Blutung, was gleichzeitig den Beginn des nächsten Zyklus markiert. Durch den Progesteronabfall wird der negative Rückkopplungsmechanismus aufgehoben und eine neue Eireifung kann beginnen.

Die Corpora albicantia bestehen schließlich nur noch aus Bindegewebe und geben dem senilen Ovar sein narbiges Aussehen.

#### Schwangerschaft und Geburt
Wenn eine Befruchtung eintritt, nistet sich die Eizelle mit 25- bis 30-prozentiger Wahrscheinlichkeit in die Gebärmutterwand ein (Nidation) und eine Schwangerschaft beginnt. Der Ovarialzyklus wird unterbrochen, es kann nicht zu einer Superfetatio kommen – der neuerlichen Befruchtung einer Eizelle bei schon bestehender Schwangerschaft, die allerdings auch wegen der Beschaffenheit des Zervixschleims während einer Schwangerschaft und dessen Undurchdringbarkeit für Spermien beinahe unmöglich ist.
Je nachdem, ob und wie lange gestillt wurde, setzt der Ovarialzyklus nach der Geburt dann wieder ein, wenn die Konzentration des die Milchbildung fördernden Hormons Prolaktin soweit gesunken ist, dass sie die FSH- und LH-Freisetzung nicht mehr unterdrückt. Nach einer Schwangerschaft findet bei stillenden Frauen in 50 % der Fälle der Eisprung bereits vor dem Wiederauftreten der Blutung statt, so dass Frauen auch vor der ersten Regelblutung erneut schwanger werden können. Das Stillen kann einen Eisprung unterdrücken, die Wirkung ist aber nicht sicher und bietet nur unter besonderen, sehr streng vorgegebenen Bedingungen einen Schutz vor einer erneuten Schwangerschaft; siehe: Stillen und Verhütung und Laktationsamenorrhö-Methode.

## Menstruationssymptome
Manche Frauen erleben die Zeit der Menstruation als positiv, einhergehend mit einem erhöhten Körperbewusstsein.

### Beschwerden
Bei vielen anderen Frauen wird die Menstruation jedoch von verschiedenen unangenehmen Symptomen, sog. Menstruationsbeschwerden begleitet, die der Menstruation auch vorausgehen können. Bei Menstruationsschmerzen (medizinisch Dysmenorrhoe) wird Unterschieden wird zwischen primärer und sekundärer Dysmenorrhoe.

#### Beschwerden nach Personengruppen
Die Dysmenorrhoe ist ein häufiges Symptom in der Adoleszenz.

#### Ursachen von Menstruationsbeschwerden
Primäre Regelschmerzen entstehen beim Zusammenziehen der Gebärmuttermuskulatur, während diese die Schleimhaut abstößt. Für die Kontraktion der Gebärmuttermuskulatur sorgen Prostaglandine.
Prostaglandine sind hormonähnliche Botenstoffe, die auch eine Auswirkung auf das Schmerzempfinden haben.
Eine weitere Theorie ist, dass Regelschmerzen durch zu viel gebildetes Prostaglandinen entsteht.
Eine häufige Annahme ist, dass Menstruationssymptome durch die beim Zyklus beteiligten Hormone verursacht werden. Andere Kritisieren diesen Ansatz, da er zu wenig Evidenz habe und unterbewusst auf ein Rollenbild der hysterischen, von Hormonen gesteuerten Frau zurückgreift.
Sekundäre Regelschmerzen können durch Geschwulste, Endometriose, Entzündungen oder Intrauterinpessare ausgelöst werden. Sie bedürfen eine ärztliche Untersuchung.
Beschwerden vor der Menstruation können durch das prämenstruelle Syndrom (PMS) bedingt sein.

#### Auswirkungen von Menstruationsbeschwerden
Starke Dysmenorrhoe führt zur Beeinträchtigung im Alltag und folglich zur Abgrenzung von sozialen Umfeldern.

## Menstruations- und Zyklusstörungen
Menstruationsstörungen sind (stärkere) Abweichungen von der normalen Regelblutung.
Man unterscheidet dabei (nach Kaltenbach) Anomalien des Blutungsrhythmus (Regeltempostörungen)(auch gestörter Zyklus genannt) und der Blutungsstärke(Regeltypusstörungen) (auch gestörte Monatsblutung genannt), Zusatzblutungen, Blutungen bei Bestehenbleiben (Persistenz) eines Follikels (Ausbleiben des Eisprungs), und das gänzliche Ausbleiben der Menstruation (Amenorrhoe).
Zu den Tempoanomalien / Störung des Zyklus gehören die:
- Oligomenorrhoe, eine zu seltene Blutung mit einer Zykluslänge von mehr als 35 Tagen[9][18]
- Polymenorrhoe, eine zu häufige Blutung mit einer Zykluslänge von weniger als 25 Tagen[9][18]

Häufig ist das polyzystische Ovar-Syndrom(PCOS) Ursache einer Zyklusstörung.
Als Typusanomalien / Störungen der Blutung bezeichnet man die:
- Hypermenorrhoe, eine verstärkte bis zu starke Monatsblutung (auch häufig bei Myomen[23] oder Endometriose der Gebärmuttermuskulatur (Adenomyosis uteri))[9][18]
- Hypomenorrhoe, eine abgeschwächte bis zu schwache Blutung[9][18]
- Menorrhagie, verlängerte Blutung[18] von sechs Tagen bis zwei Wochen.[9] Beispielsweise nach Ausbleiben eines Eisprungs, also bei Weiterbestehen des Follikels, kann es bis hin zu einer Dauerblutung kommen; sie ist eine Form einer dysfunktionellen Blutung.
- Die Metrorrhagie ist durch meist regelstarke, aber ohne Rhythmus auftretende und häufig auch lange dauernde Blutungen gekennzeichnet.
- Amenorrhoe, die Regelblutung bleibt länger als drei Monate aus, obwohl keine Schwangerschaft besteht[9][18]

Zusatzblutungen sind in einem zweiphasigen Zyklus alle Blutungen neben der normalen Menstruation. Nach ihrem zeitlichen Auftreten unterscheidet man Vor- und Nachblutungen sowie Zwischenblutungen(unter anderem Metrorrhagie). Zusatzblutungen können auch Anzeichen für ein Zervix- oder Endometriumkarzinoms sein. Je nach Ursache kann es sich einerseits um hormonell bedingte (dysfunktionelle) Blutungen handeln (Ovulationsblutung), aber auch um organisch bedingte Zusatzblutungen, beispielsweise bei Schleimhautpolypen oder Endometritis.

### Faktoren für eine Menstruations- oder Zyklusstörung
Faktoren für eine Menstruations- oder Zyklusstörung sind unter anderem:
- Hormonelles Ungleichgewicht in der Pubertät oder den Wechseljahren[9]
- Hormonstörungen[18]
- Erhöhter Blutzucker[9]
- Über- oder Untergewicht[9]
- Essstörungen[24]
- extrem viel Sport[9]
- Absetzen von hormonellen Verhütungsmitteln[9]
- Entzündung
- Krankheit

### Blutungen in der Schwangerschaft
Während einer Schwangerschaft kommt es nicht zu Regelblutungen. Bei manchen Frauen sollen jedoch auch während der Schwangerschaft Regelblutungen aufgetreten sein, einzelne, auch überregelstarke Blutungen können, insbesondere zwischen der 6. und 10. Schwangerschaftswoche, auftreten (Drohende Fehlgeburt) und als Regelblutungen fehlgedeutet werden, wobei die Schwangerschaft meistens erhalten bleibt. Von den Blutungen in der Frühschwangerschaft, die entweder, wie beschrieben, keine weitere Bedeutung haben oder auch eine Fehlgeburt anzeigen können, in beiden Fällen aber nicht gefährlich sind, ist die Blutung in der Spätschwangerschaft zu unterscheiden: Diese kann entweder auch harmlos sein oder aber ernsthafte Erkrankungen anzeigen und unbehandelt unter Umständen zum Tod von Mutter und Kind führen. Die Geburt markiert (wenn nicht gestillt wird) den Beginn eines neuen Zyklus, der dann mit der folgenden Menstruationsblutung oder einer erneuten Schwangerschaft, siehe oben, endet. Das Wiedereinsetzen der Menstruationszyklen ist von Frau zu Frau verschieden und hängt unter anderem mit der Länge des Stillens zusammen, wobei das Stillen selbst keinen ausreichenden Schutz vor einer erneuten Schwangerschaft bietet.

## Zyklusphasen und Psyche
Viele der Befunde lassen sich durch die hormonellen Schwankungen während des Zyklus erklären. Folglich wirken sie häufig nur auf natürlich menstruierende Menschen, beziehungsweise Menschen ohne hormonelle Verhütung, ein.

### Stimmung
Die prämenstruelle Zyklusphase wird teilweise mit Ängsten und depressiven Stimmungen begleitet. Studien zufolge verstärken die zyklisch bedingten Schwankungen von Östrogenen und Progesteron die Reaktion auf Stress.
Während der Ovulation verbessert sich bei vielen die Stimmung.

### Selbstwert und Selbstsicherheit
Einer Studie nach ist das persönliche Selbstwertgefühl in der prämenstruellen Zyklusphase am niedrigsten. Während des Eisprungs ist die Selbstsicherheit erhöht. Die Dominanz könne in der Zeit ebenfalls zunehmen.

### Sexualverhalten
Während der Ovulation fühlen sich Personen attraktiver und werden auch attraktiver wahrgenommen. Eine Studie aus dem Jahr 2007 kam somit zum Beispiel zum Ergebnis, dass Stripperinnen mehr Trinkgeld um ihre Ovulation herum bekommen.
Zudem kam eine Studie aus dem Jahr 2011 zu dem Ergebnis, dass während des Eisprungs das Kaufverhalten einer Person ansteige, was als ein Wettbewerbsverhalten interpretiert wird.

#### Libido
Die Libido ist von Person zu Person unterschiedlich. Viele nehmen eine zyklusbedingte Libido wahr, welche sich hormonell erklären lässt.
In der ersten Phase schüttet der Körper vermehrt Östrogene aus, welche bei vielen die Libido steigert.
Während der Ovulation ist bei vielen das sexuelle Interesse erhöht und Körper werden attraktiver wahrgenommen.
In der zweiten Phase wird vermehrt das Hormon Progesteron ausgeschüttet, welches den Östrogenspiegel sinken lässt und damit hemmend auf die Libido wirken kann.
Einige nehmen die ersten Tage der Menstruation als besonders lustvoll wahr. Das kann daran liegen, dass sie den Vergleich zu den vorherigen Wochen mit niedrigem Östrogenspiegel ziehen.
Andere Forschende vermuten keinen Zusammenhang zwischen hormonellen Schwankungen und der Libido.

### Psychische Störungen

#### Paranoia
Einer Studie zufolge treten Verfolgungswahne bei Betroffenen häufiger in der prämenstrualen Phase auf.

#### Depressionen
In der prämenstruellen sowie in der menstrualen Phase verstärken sich bei einigen Betroffenen die Depressionen. Forschende beobachteten erhöhte Hoffnungslosigkeit, Empfindlichkeit gegenüber sozialer Ablehnung und das vermehrte Empfinden, man würde eine Belastung darstellen.

#### Suizidrisiko
Einige Forschungen finden Zusammenhänge zwischen vollzogenen Suiziden und den Zyklusphasen.
Einige sehen ein erhöhtes Suizidrisiko während der Menstruationsphase oder auch der Lutealphase und vermuten, dass dieses Risiko auf den Hormonhaushalt zurückzuführen ist.

## Zyklusphasen und Physis

### Gewicht und Ernährung
Während der Lutealphase essen viele Personen mehr, als in anderen Phasen. Es gibt die Annahme, dass das Gewicht in dieser Zeit um 200 bis 300 Gramm zunimmt, was auch an der vermehrten Wassereinlagerung in dieser Phase liegen kann.

### Kognitive Leistung
Bei natürlich menstruierenden Frauen wird die funktionelle Gehirnorganisation durch Schwankungen der gonadalen Geschlechtshormone moduliert. Nach einer Studie haben solche Modulationen in geringerem Maße Einfluss auf die Leistung bei kognitiven Aufgaben.

### Gedächtnis
Östrogen kann Auswirkungen auf die Gedächtnisfunktion haben. Eine Studie fand 2021 heraus, dass das auditive-verbale Gedächtnis (AVM – die Fähigkeit, Silben und Wörter zu lernen, zu behalten und sich daran zu erinnern) während der Ovulation am höchsten sei.

### Zyklusbedingte Verhütung
Bei zyklusbedingter Verhütung (auch natürliche Verhütung genannt) zielen die Personen darauf ab durch zum Beispiel Temperaturmessung (Basaltemperatur) und Zervixschleim-Überprüfung ihre unfruchtbaren Tage als Verhütung zu benutzen.
Bei dieser Methode bedarf es eines regelmäßigen Zyklus und einer guten Übersicht über den Körper.

### Zyklusphasen und Sport
Die Forschungen zum Menstruationszyklus und Sport ist noch in ihren Anfängen, dennoch gibt es bereits Theorien und Studienergebnisse zu den Zusammenhängen zwischen Zyklusphasen und Sport. Diese Ansätze bedürfen weiterer Forschungen. So sind zum Beispiel momentan nur wenige Sportarten abgedeckt.

#### Follikelphase
Die Menstruation hat eine starke Auswirkung auf die Leistungsfähigkeit vieler Sportlerinnen. Einer Studie nach ist die Leistungsfähigkeit in Bezug auf Kraft, Ausdauer und Schnelligkeit von Profi-Sportlerinnen mit Beginn der Menstruation für ein bis drei Tage schlechter. Die Menstruation geht häufig mit Demotivation Sport zu treiben einher.

#### Ovulation
Während des Eisprungs sind Östrogen- sowie Testosteronspiegel hoch. Diese Hormone sind anabole Hormone und führen somit unter anderem zum Aufbau von Körpermaße, von Muskulatur und zur Mehrbildung von Blut. Außerdem wird vermutet, dass in dieser Zeit der Wettkampfdrang und die Trainingsmotivation am höchsten seien.

#### Lutealphase
In mehreren Studie wurden Hinweise darauf gefunden, dass ein Krafttraining in der Lutealphase bessere Effekte erzielt, als eines während der Follikelphase. Eine Studie kommt zum Ergebnis, dass Personen, die in der Lutealphase Sport betreiben, mehr schwitzen würden, als in der Follikelphase.

## Synchronisation der Menstruation bei zusammenlebenden Frauen
Es wurde immer wieder behauptet, dass zusammenlebende Frauen mit der Zeit ihren Zyklus synchronisieren, sodass sie zusammen menstruieren. Dieser Effekt wird als McClintock-Effekt oder dormitory effect bezeichnet. Allerdings konnten ältere Studien, die diesen Zusammenhang fanden, nicht klar bestätigt werden. Selbst wenn es einen Zusammenhang gibt, ist die Korrelation nicht besonders stark.

## Synchronisation der Menstruation mit dem Mond
Die Theorie, der Zyklus würde sich mit den Mondphasen synchronisieren, hält sich seit Jahren im Diskurs. Im Jahr 2021 wurde eine weitere dies belegende Studie veröffentlicht. In dieser wurde ein schwacher Einfluss des Mondes auf den Menstruationszyklus gefunden. Der Studie nach blieben wenige Menstruationszyklen, die länger als 27 Tage dauerten, für eine Weile entweder mit Vollmond oder Neumond synchron.

## Andere Lebewesen
Ein regelmäßiger Menstruationszyklus tritt nur bei ungefähr 1 % der Säugetiere auf. Unter ihnen höhere Primaten, einige Fledermaus-Arten, Rüsselspringer, sowie Stachelmäuse. Bei anderen weiblichen Säugetieren gibt es zwar ebenfalls zyklische Veränderungen an den weiblichen Geschlechtsorganen, die Gebärmutterschleimhaut wird jedoch nur um-, nicht aber abgebaut, und es tritt demzufolge keine Menstruationsblutung auf. Daher wird für diese Vorgänge der Begriff Sexualzyklus und Brunft verwendet. Anders als beim Brunstzyklus benötigt der Menstruationszyklus keine äußeren Auslöser, wie etwa Jahreszeiten oder hormonelle Signale eines Partners.
Nur wenige Säugetiere haben wie der Mensch eine Menopause und damit ein Leben über die Reproduktionsphase hinaus. Beobachten konnte man dies unter anderem bei Schwertwalen, Kurzflossengrindwalen, im Zoo gehaltenen Menschenaffen oder auch bei asiatischen Elefanten.

## Mythen um den Menstruationszyklus
In Hinblick auf den Menstruationszyklus wurden einige Forschungen getätigt, die mittlerweile als nicht haltbar oder widerlegt angesehen werden. Darunter viele Studien zum Aussehen, dem Geruch, der Stimmlage oder allgemein dem Verhalten während der Ovulation.

### Rote Kleidung während der Ovulation
Eine Annahme war es, dass sich Personen in der Ovulationsphase ihres Empfinden nach attraktiver kleiden und mehr rot und pink tragen, was in der Forschung teilweise als Signalfarben für Fruchtbarkeit verstanden wurde. Diese Theorie ließ sich nicht bestätigen.

### Die „doppelte Sexualität“
Auch die Theorien, die weibliche Sexualität sei dual aufgebaut, wurde widerlegt. Die Annahme war, dass an den fruchtbaren Tagen die Sexualität zur Fortpflanzung und außerhalb dieser die Sexualität vermehrt für die soziale Paarbindung sei. Ebenso gilt die Theorien, Frauen würden während der Ovulation maskulinere Männer attraktiver finden, als widerlegt.

## Menstruationszyklus und hormonelle Verhütungsmethoden
In Empfängnisverhütungspillen und anderen hormonellen Kontrazeptiva sind chemisch veränderte Östrogen- und Progesteronanaloga die Hauptbestandteile. Mit ihrer Hilfe wird dem Körper vorgetäuscht, er befände sich in der Lutealphase, in der keine weitere Eireifung und kein Eisprung mehr stattfindet. Der körpereigene Zyklus mit Eireifung, Eisprung und Lutealphase wird durch eine zyklische Abfolge von Hormongaben von außen ersetzt.

## Dokumentation
- Die Kraft des Zyklus. Neue Forschung, alte Tabus. Regie: Maja Meiners und Heinke Schröder, ZDF, Deutschland, 52 Minuten, 2023